# Bartramia strictifolia
Bartramia strictifolia là một loài rêu trong họ Bartramiaceae. Loài này được Taylor mô tả khoa học đầu tiên năm 1846.